# Incidente de Zanfretta
O incidente de Zanfretta foi um suposto encontro alienígena com o vigia noturno italiano Pier Fortunato Zanfretta. Mais tarde, ele alegou ter sido sequestrado pelos seres 11 vezes entre 1978 e 1981.

## Primeiro encontro
De acordo com Zanfretta, em 6 de dezembro de 1978, aproximadamente às 23h30, ele estava examinando a vila "Casa Nostra" e, ao entrar no quintal, viu um objeto oval vermelho com um diâmetro de mais de 10 metros. Naquele momento, ele chamou o supervisor, que lembrou dele ter gritado. Após se virar, Zanfretta relatou ter se deparado com seres de 3 metros de altura, com pele manchada, como se fossem gordos ou estivessem vestindo um terno amarrotado. As criaturas supostamente tinham olhos triangulares amarelos e pés com garras.
Foi relatado que, quando o supervisor perguntou se ele estava sendo atacado por homens, Zanfretta tinha respondido: "No, non sono uomini, non sono uomini..." (em português: Não, não são homens, não são homens), e nesse momento a comunicação foi perdida.
Posteriormente, colegas do Zanfretta encontraram ele desmaiado e “em um estado de choque”.
Mais tarde, quando estava sob hipnose, Zanfretta alegou que os seres o haviam abduzido e o levado para uma sala iluminada em uma nave. Ele também descreveu os seres alienígenas, dizendo:

Eles são verdes, com olhos triangulares amarelos, com grandes espinhos, têm carne verde e sua pele é cheia de rugas, como se fossem velhos. Suas bocas parecem feitas de ferro, eles têm veias vermelhas na cabeça, orelhas pontudas e braços com unhas... com coisas redondas... Eles vêm da terceira galáxia.— Rino Di. Stefano The Zanfretta Case: Chronicle of an Incredible True Story (2014)

## Eventos posteriores
O incidente ficou famoso depois que Zanfretta foi convidado para o programa do Enzo Tortora, Portobella, para contar sua história.
Uma investigação foi iniciada pela Arma dos Carabineiros, que conseguiu encontrar 52 testemunhas que também alegaram terem visto o OVNI. Segundo uma delas, a nave pôde ser vista às 19h30 de 6 de dezembro e pairou a uma altura de aproximadamente 1.500 metros. No local em que Zanfretta afirma que a nave aterrissou, os investigadores notaram que havia uma impressão em forma de ferradura com aproximadamente 2 metros de diâmetro.

## Na cultura popular
O caso foi o tema da peça "Loro- Storia vera del più famoso rapimento alieno in Italia" (em português: "A verdadeira história do mais famoso sequestro alienígena na Itália").